# Emmanuel Orenday
Emmanuel Orenday Franco (ur. 19 maja 1984 w Aguascalientes) – meksykański aktor telewizyjny i model.

## Filmografia
- 2008: Cudowna róża (La Rosa de Guadalupe) jako José Everardo
- 2009: Cudowna róża (La Rosa de Guadalupe) jako Sebastián / Edmundo
- 2009-2010: Morze miłości (Mar de amor) jako Pandillero
- 2010: Cudowna róża (La Rosa de Guadalupe) jako Rufino
- 2011: Cudowna róża (La Rosa de Guadalupe) jako Vicente
- 2013-2014: El Señor de los Cielos jako Gregorio Ponte
- 2015: Señora Acero jako Horacio
- 2017-2018: Światło twoich oczu (Sin tu mirada) jako Paulino Prieto Torres
- 2019: Królowa Południa (La Reina del Sur 2) jako Danilo Márquez